# Яцына (герб)
Яцына (пол. Jacyna) — польский дворянский герб. 

## Описание
В красном поле, серебряная подкова передком вверх; в середине подковы, с правой стороны серебряная стрела, снизу раздвоенная, наконечником вверх, а с левой полуторный серебряный крест.
В навершии шлема три страусовые пера. Герб Яцына (употребляют: Гардоцие) внесен в Часть 2 Гербовника дворянских родов Царства Польского, стр. 134

## Использование
Гардоцкие, в прежней Визской Земле оседлые. Из рода их Христофор, сын Станиславов, владея имением Гардоты, Гржимки и Арцишево, обеспечил на оном в 1669 году приданое жены своей Елисаветы из дому Коссаковских.
- Gardecki, Gardocki, Jacenko, Jackiewicz, Jacyna, Jacyniewicz, Jacyno, Jahołkowski, Jakóbkiewicz, Janczewski, Narwojsz, Narwoysz, Onackiewicz, Onoszkiewicz, Onoszko, Onoszkowicz, Onuszko, Onyszkiewicz, Szlapowicz.